# Isolobodon montanus
Isolobodon montanus е изчезнал вид бозайник от семейство Хутиеви (Capromyidae).